# Teorema del valor intermedi

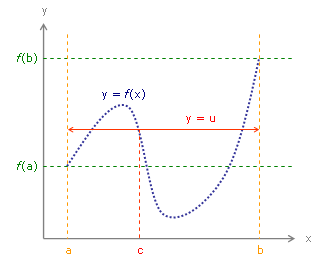
Teorema del valor intermedi

En matemàtiques el teorema del valor intermedi estableix que si la funció y=f(x) és contínua en un interval [a,b], i u és un valor entre f(a) i f(b), llavors hi ha, com a mínim, un número c ∈ [a,b] tal que f(c) = u.
En el cas de u=0, el teorema es coneix també amb el nom de teorema de Bolzano. Intuïtivament es pot dir que si una funció va des d'un valor inicial fins a un altre de final, i és contínua, ha de passar per tots els valors intermedis. Això representa la idea que la gràfica d'una funció contínua en un interval tancat es pot dibuixar sense aixecar el llapis del paper.
No s'ha de confondre amb el teorema del valor mitjà, que diu que, si la funció és derivable, hi ha un punt de l'interval on el pendent coincideix amb el pendent mitjà.
Tampoc no s'ha de confondre amb el teorema de Bolzano-Weierstrass, que diu que un subconjunt de Rn és seqüencialment compacte si és tancat i fitat.

## Enunciat formal
Teorema del valor intermedi (versió 1).  Si {\displaystyle f\colon [a,b]\rightarrow \mathbb {R} } és una funció contínua i {\displaystyle u} és un nombre real tal que {\displaystyle f(a)<u<f(b)} o {\displaystyle f(a)>u>f(b)},  llavors per algun {\displaystyle c\in [a,b],\ f(c)=u}.
També es pot definir de forma equivalent dient que: si {\displaystyle I} és un interval compacte {\displaystyle [a,b]} dins el conjunt dels nombres reals {\displaystyle \mathbb {R} } i {\displaystyle f\colon I\rightarrow \mathbb {R} } és una funció contínua, llavors el conjunt imatge {\displaystyle \displaystyle f(I)} és també un interval i conté, o bé {\displaystyle [f(a),f(b)]}, o conté {\displaystyle [f(b),f(a)]}; és a dir,
- {\displaystyle \displaystyle f(I)\supseteq [f(a),f(b)]},

o
- {\displaystyle \displaystyle f(I)\supseteq [f(b),f(a)]}.

El teorema es compleix gràcies a la completesa dels nombres reals. En el cas dels nombres racionals és fals. Per exemple, la funció {\displaystyle f(x)=x^{2}-2}, definida per a {\displaystyle x\in \mathbb {Q} }, satisfà {\displaystyle f(0)=-2} i {\displaystyle f(2)=2}. En canvi no hi ha cap nombre racional {\displaystyle \displaystyle x} tal que {\displaystyle \displaystyle f(x)=0}.

### Demostració
Es demostrarà el primer cas {\displaystyle \displaystyle f(a)<u<f(b)}; el segon és similar.
Sia {\displaystyle \displaystyle {\text{S}}=\{x\in [a,b]:f(x)\leq u\}}. Llavors {\displaystyle \displaystyle S} no és buit (ja que {\displaystyle \displaystyle a\in \displaystyle S}) i té una fita superior {\displaystyle \displaystyle b}. Per tant, per la propietat de completesa dels nombres reals, el suprem {\displaystyle c=\sup {\text{S}}} existeix. Es tracta de veure que {\displaystyle \displaystyle f(c)=u}.
Se suposa primer que {\displaystyle \displaystyle f(c)>u}. Llavors {\displaystyle \displaystyle f(c)-u>0}, per tant hi ha un {\displaystyle \displaystyle \delta >0} tal que {\displaystyle \displaystyle |f(x)-f(c)|<f(c)-u} sempre que {\displaystyle \displaystyle |x-c|<\delta }, donat que {\displaystyle \displaystyle f} és contínua. Però llavors {\displaystyle \displaystyle f(x)>f(c)-(f(c)-u)=u} sempre que {\displaystyle \displaystyle |x-c|<\delta } (és a dir {\displaystyle \displaystyle f(x)>u} per {\displaystyle \displaystyle x} en {\displaystyle \displaystyle (c-\delta ,c+\delta )}). Per tant, {\displaystyle \displaystyle c-\delta } és una fita superior de {\displaystyle \displaystyle S}, però això és una contradicció donat que {\displaystyle \displaystyle c} és el suprem (la més petita de totes les fites superiors) i {\displaystyle \displaystyle c-\delta <\displaystyle c}.
Tot seguit se suposa que {\displaystyle \displaystyle f(c)<u}. Altre cop, per continuïtat, hi ha un {\displaystyle \displaystyle \delta >0} tal que {\displaystyle \displaystyle |f(x)-f(c)|<u-f(c)} on {\displaystyle \displaystyle |x-c|<\delta }. Llavors {\displaystyle \displaystyle f(x)<f(c)+(u-f(c))=u} per {\displaystyle \displaystyle x} en {\displaystyle \displaystyle (c-\delta ,c+\delta )} i hi ha nombres {\displaystyle \displaystyle x} més grans que {\displaystyle \displaystyle c} per als quals {\displaystyle \displaystyle f(x)<u}, la qual cosa és, un altre cop, contradictòria amb la definició de {\displaystyle \displaystyle c}.
Se'n dedueix que {\displaystyle \displaystyle f(c)=u}, tal com diu el teorema.

### Una altra versió del Teorema del valor intermedi
Una versió equivalent, que també s'anomena Teorema del valor intermedi, és la següent:
Teorema del valor intermedi (versió 2). Sigui {\displaystyle f:[a,b]\to \mathbb {R} }  una funció contínua i  sigui {\displaystyle u} un nombre real entre el mínim i el màxim de {\displaystyle f} en {\displaystyle [a,b]} : {\displaystyle \min _{a\leq x\leq b}f(x)<u<\max _{a\leq x\leq b}f(x).}Aleshores existeix un número {\displaystyle c\in [a,b]} tal que {\displaystyle f(c)=u}.
Ambdós teoremes són equivalents: La versió 2 es dedueix de la versió 1 tenint en compte que pel Teorema del valor mínim i màxim existeixen punts {\displaystyle c_{1},c_{2}\in [a,b]} on s'assoleixen el mínim i el màxim de {\displaystyle f}: {\displaystyle f(c_{1})=\min _{a\leq x\leq b}f(x)\quad {\text{i}}\quad f(c_{2})=\max _{a\leq x\leq b}f(x).}Aleshores s'aplica la versió 1 a la funció {\displaystyle f:[c_{1},c_{2}]\to \mathbb {R} } (o a {\displaystyle f:[c_{2},c_{1}]\to \mathbb {R} }).
Recíprocament, la versió 2 implica la versió 1:  si  {\displaystyle u} és qualsevol nombre entre {\displaystyle f(a)} i {\displaystyle f(b)}, aleshores {\displaystyle u} estarà entre el mínim i el màxim de {\displaystyle f} en {\displaystyle [a,b]}. Llavors, per la versió 2, existirà {\displaystyle c\in [a,b]} tal que {\displaystyle f(c)=u}.

## Generalització
El teorema del valor intermedi es pot veure com una conseqüència de les dues afirmacions següents de topologia:
- Si {\displaystyle \displaystyle X} i {\displaystyle \displaystyle Y} són espais topològics, {\displaystyle f\colon X\rightarrow Y} és contínua, i {\displaystyle \displaystyle X} és connex, llavors {\displaystyle \displaystyle f(X)} és connex.
- Un subconjunt de {\displaystyle \mathbb {R} } és connex si i només si és un interval.

## Exemple d'utilització per a demostracions
El teorema rarament s'aplica amb nombres concrets; en canvi dona algunes caracteritzacions de les funcions contínues. Per exemple, sia {\displaystyle \displaystyle g(x)=f(x)-x} on {\displaystyle \displaystyle f} és una funció contínua i fitada definida en R. Llavors es pot afirmar que {\displaystyle \displaystyle g} s'anul·la almenys en un punt. Per a veure-ho, es té en compte el següent:
Com que {\displaystyle \displaystyle f} és fitada, es poden triar {\displaystyle a>\sup f} i {\displaystyle b<\inf f}. Clarament {\displaystyle \displaystyle g(a)<0} i {\displaystyle \displaystyle g(b)>0}. Si {\displaystyle \displaystyle f} és contínua, llavors {\displaystyle \displaystyle g} també ho és. Com que {\displaystyle \displaystyle g} és contínua, s'hi pot aplicar el teorema del valor intermedi i establir que {\displaystyle \displaystyle g} ha de valer 0 en algun punt entre {\displaystyle \displaystyle a} i {\displaystyle \displaystyle b}. Aquest resultat demostra que la gràfica {\displaystyle \displaystyle y=f(x)}de qualsevol funció contínua fitada en R ha de tallar la gràfica de la funció identitat {\displaystyle \displaystyle y=x}.